# Rosa 'Friedrich Heyer'
'Friedrich Heyer' (el nombre del obtentor registrado de 'Friedrich Heyer'® ), es un cultivar de rosa que fue conseguido en Alemania en 1956 por el rosalista alemán Mathias Tantau jun..

## Descripción
'Friedrich Heyer' es una rosa moderna de jardín cultivar del grupo Floribunda.
El cultivar procede del cruce de parentales desconocidos.
Las formas arbustivas del cultivar tienen porte erguido bien ramificado y alcanza de 75 a 150 cm de alto con 60 cm de ancho. Las hojas son de color verde oscuro y brillante.
Sus delicadas flores de color mezcla de naranjas. Fragancia fuerte. Rosa de diámetro medio de 3.5". La flor semi doble a doble de 10 pétalos, generalmente flor solitaria, en pequeños ramos centrada en alto. 
Florece en oleadas a lo largo de la temporada. Primavera o verano son las épocas de máxima floración, si se le hacen podas más tarde tiene después floraciones dispersas.

## Origen
El cultivar fue desarrollado en Alemania por el prolífico rosalista alemán Mathias Tantau jun. en 1956. 'Friedrich Heyer' es una rosa híbrida con ascendentes parentales desconocidos.
El obtentor fue registrado bajo el nombre cultivar de 'Friedrich Heyer'® por Mathias Tantau jun. en 1956 y se le dio el nombre comercial de exhibición 'Friedrich Heyer'™.
La rosa fue conseguida por Mathias Tantau jun. en Alemania antes de 1956 e introducida en Alemania en 1956 como 'Friedrich Heyer'.

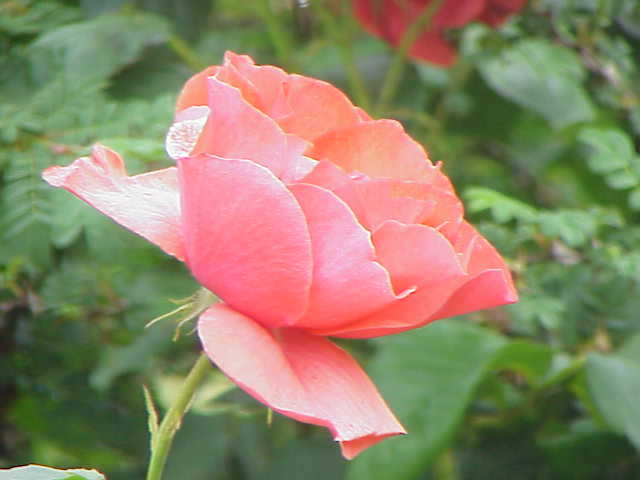
'Friedrich Heyer'.

## Cultivo
Aunque las plantas están generalmente libres de enfermedades, es posible que sufran de punto negro en climas más húmedos o en situaciones donde la circulación de aire es limitada.
Las plantas toleran la sombra, a pesar de que se desarrollan mejor a pleno sol. En América del Norte son capaces de ser cultivadas en USDA Hardiness Zones 6b a más cálida. La resistencia y la popularidad de la variedad han visto generalizado su uso en cultivos en todo el mundo.
Puede ser utilizado para las flores cortadas, jardín o columnas. Vigorosa. En la poda de Primavera es conveniente retirar las cañas viejas y madera muerta o enferma y recortar cañas que se cruzan. En climas más cálidos, recortar las cañas que quedan en alrededor de un tercio. En las zonas más frías, probablemente hay que podar un poco más que eso. Requiere protección contra la congelación de las heladas invernales.